# Christian Bollini
 (La Ciotat, 15 agosto 1962) è un ex sciatore alpino sammarinese.

## Biografia
Bollini ottenne i suoi unici risultati internazionali ai XIV Giochi olimpici invernali di Sarajevo 1984, dove si classificò 43º nello slalom speciale e non completò lo slalom gigante; non ottenne piazzamenti in Coppa del Mondo o ai Campionati mondiali.